# Kim Stolz
Kimberly Lynn "Kim" Stolz (Nueva York, Nueva York, 8 de junio de 1983) es una modelo, personalidad de televisión, autora y ejecutiva financiera estadounidense. Stolz fue corresponsal de MTV News y se desempeñó como videojockey y presentadora de The Freshmen, una serie de mtvU. Stolz saltó a la fama como concursante en la quinta temporada de America's Next Top Model, donde terminó en el quinto lugar. Actualmente es directora general del Bank of America en ventas de derivados de renta variable.

## Primeros años
Stolz creció en el Upper East Side de la ciudad de Nueva York y asistió a The Brearley School en Manhattan. Su padre trabajó como corredor de bolsa en Goldman Sachs y su madre fue una exmodelo que modeló para Givenchy y Ralph Lauren. En 2005, obtuvo una licenciatura en política gubernamental e intergubernamental de la  Universidad Wesleyana; escribió su tesis de grado sobre la política exterior de los Estados Unidos. Después de graduarse de Wesleyan, Stolz trabajó brevemente en un bufete de abogados.

## Carrera

### America's Next Top Model
En el otoño de 2005, Stolz participó en el quinta temporada de America's Next Top Model. Fue la novena concursante eliminada, llegando a las cinco finalistas.

### Otros trabajos
Stolz tuvo una presencia activa en MTV, siendo una videojockey para The Freshman en mtvU y corresponsal de MTV News. En 2008, informó extensamente sobre el Caucus de Iowa de 2008 y entrevistó a los candidatos presidenciales John Edwards y Mike Huckabee. Stolz siguió una carrera en el modelaje poco después de aparecer en America's Next Top Model, firmando en un inicio con Elite Model Management en Nueva York y luego con Ford Models en la misma ciudad. Tuvo un pequeño papel en un episodio de la serie de UPN, Veronica Mars, como parte de una victoria de un reto en America's Next Top Model. También ha sido presentada como una de las Top Models in Action de CoverGirl.
En 2008, fue catalogada como una de las concursantes más memorables de America's Top Model por AOL Entertainment Canada.
En 2012, ella y su amiga Amanda Leigh, quien apareció en el programa de telerrealidad The Real L Word, abrieron The Dalloway, un restaurante de dos niveles y un salón de cócteles.
En 2014, publicó el libro Unfriending My Ex, en el que escribió sobre cómo una vez revisó su página de Wikipedia y descubrió que había muerto una semana antes, lo que correspondía a la última vez que editó su perfil por última vez. También ha escrito artículos para The Huffington Post.
Stolz fue nombrada como directora general de Merrill Lynch del Bank of America, responsable de ventas de corretaje preferente en Estados Unidos, en 2018.

## Vida personal
Stolz es lesbiana. Actualmente vive en Londres con su novia Michaela Kraenzle.

## Trabajos de modelaje
- RUEHL No.925 (marca hermana de Abercrombie & Fitch)[17]
- Revista GO magazine[18]
- Brooklyn Industries[17][19][20]
- American Eagle Outfitters otoño 2006[20]
- Women's Wear Daily[20]
- Knit.1 (problemas publicaciones),[18][20][21][22][23][24]
- Revista Cover (abril de 2007)[25]
- Nordstrom[18] (noviembre de 2006)
- Pretties[25]
- Chris Benz Collection (otoño/invierno 2007)[21][22][23][24][25][26]
- eLuxury.com,[24][27]
- American Salon[27]
- Teen Vogue[27]
- Revista en línea Autostraddle[28]

## Apariciones televisivas
- America's Next Top Model (ciclo 5) como ella misma/concursante
- The Freshmen (MtvU) como ella misma
- The Tyra Banks Show (2005) como ella misma
- Veronica Mars como Stacy, una empleada de alquiler de coches para la empresa Lariant Rental Car, en el episodio «Rat Saw God» (episodio 6, temporada 2, 2005)
- TRL como ella misma
- E! True Hollywood Story: America's Next Top Model como ella misma
- MTV News como ella misma
- Mother May I (2008) como ella misma
- Michael Jackson Memorial Service (2009) como ella misma
- MTV Video Music Awards 2009 como ella misma
- Sexting in America: When Privates Go Public (2010) como ella misma